# Witte Molen B.V.
Witte Molen B.V., in 1975 opgericht als Alanheri NV, is een Nederlandse onderneming die genoteerd is geweest aan Euronext Amsterdam.
Het bedrijf ontleende de naam Alanheri aan de voornamen van de vrouwen van de vier oprichters. In maart 2013 werd overeenstemming bereikt over een overname door de Belgische branchegenoot Laroy Group.
Witte Molen houdt zich van oudsher bezig met de internationale handel in producten als zaden, granen, peulvruchten en noten, en profileert zich als fabrikant van kleindiervoeding. 
Met een marktkapitalisatie van ongeveer 10 miljoen euro (in 2005) was Alanheri een van de kleinste ondernemingen op Euronext. Het aandeel kende lange tijd een sluimerend bestaan en er werd weinig in gehandeld.
In 2013 betaalt het familiebedrijf Laroy Duvo 5,4 miljoen euro voor Witte Molen. Het onroerend goed in Hongarije werd niet overgenomen, maar de bedrijfspanden in Meeuwen zijn eigendom geworden van Laroy Group, dat voeding en andere benodigdheden voor gezelschapsdieren produceert en verkoopt.
Na de overname is de bedrijfsnaam gewijzigd in Witte Molen B.V..